# Distrikt Masma
Der Distrikt Masma liegt in der Provinz Jauja in der Region Junín im zentralen Westen Perus. Der Distrikt wurde am 2. Oktober 1916 gegründet. Er hat eine Fläche von 14,5 km². Beim Zensus 2017 lebten 1851 Einwohner im Distrikt. Im Jahr 1993 betrug die Einwohnerzahl 2413, im Jahr 2007 2229. Verwaltungssitz ist die 3344 m hoch gelegene Ortschaft Masma mit 718 Einwohnern (Stand 2017). Masma liegt 8 km ostsüdöstlich der Provinzhauptstadt Jauja.

## Geografische Lage
Der Distrikt Masma liegt zentral in der Provinz Jauja. Er befindet sich im Andenhochland knapp 3 km östlich von dem nach Südosten strömenden Río Mantaro. Der Río Masma, ein Zufluss des Río Yacus, durchquert den Distrikt anfangs in westlicher, später in nördlicher Richtung.
Der Distrikt Masma grenzt im Südwesten an den Distrikt Ataura, im Westen an den Distrikt Huertas, im Norden an den Distrikt Julcán sowie im Osten und im Südosten an den Distrikt Huamalí.